# Donald Norman McKay
Pour les articles homonymes, voir Donald McKay (homonymie) et McKay.
Sir Donald Norman McKay est un homme politique néo-zélandais, né le 28 novembre 1908 à Waipu (Northland) et mort le 30 mars 1988. Membre du Parti national, il est ministre de la Santé et ministre de la Sécurité sociale au sein du deuxième gouvernement national.

## Biographie et carrière
McKay naît en 1908 à Waipu, dans la région du Northland. Il étudie au collège pour garçons de Whangarei puis à l'université d'Auckland, avant de devenir agriculteur à Waipu.
Il représente la circonscription de Marsden (en) à la Chambre des représentants de Nouvelle-Zélande de 1954 à 1972, date à laquelle il prend sa retraite. Il est également ministre de la Santé et ministre de la Sécurité sociale de 1962 à 1972 au sein du deuxième gouvernement national dirigé par Keith Holyoake.
En 1978, il est fait chevalier commandeur du très distingué Ordre de Saint-Michel et Saint-Georges en récompense de son travail au sein des institutions publiques.
Il meurt en 1988.